# Anthem Inc.
Az Anthem Inc. a hetedik Naughty by Nature album, mely a csapat fennállásának 20. évfordulójára jelent meg. Az albumról két kislemez jelent meg. A Flags és a Perfect Party című. Az albumon eddigi pályafutásuk legnagyobb slágerei új köntösben kerültek fel a lemezre.

## Tracklista
1. Anthem Inc. Intro
2. Naughty Nation
3. Throw It Up (feat. Tah G Ali)
4. I Gotta Lotta (feat. Sonny Black)
5. Perfect Party (feat. Joe)
6. Flags (feat. Balewa Muhammad)
7. Name Game (Remember) (feat. Kate Nauta)
8. God Is Us (feat. Queen Latifah)
9. Gunz & Butta (feat. Du It All, Black, Dueja & B. Wells)
10. I Know What It's Like
11. Ride
12. Impeach The Planet (feat. Du It All, Black & Fam)
13. Doozit (feat. Syleena Johnson)
14. Uptown Anthem [20th Anniversary Version]
15. Hip Hop Hooray [20th Anniversary Version]
16. O.P.P. [20th Anniversary Version]
17. Feel Me Flow [20th Anniversary Version]
18. Everything's Gonna Be Alright [20th Anniversary Version]
19. Perfect Party (Instrumental)  [iTunes Deluxe Edition Only]
20. Name Game (Remember) (Instrumental) [iTunes Deluxe Edition Only]
21. God Is Us (Instrumental) [iTunes Deluxe Edition Only]

## Külső hivatkozások
- Az albumról az Allmusic.com oldalon[1]
- Az album a Hiphopdx.com oldalon[2]
- Az album a Discogs.com oldalán[3]